# Maria Natália Miranda
Maria Natália Miranda (Canas de Senhorim, (Viseu), 1925-2018) foi uma escritora portuguesa, nascida na Beira Alta.
Licenciada em Filologia Românica, tem publicadas várias obras para crianças e jovens.
Existe uma biblioteca escolar com o seu nome no Agrupamento de Escolas de Sacavém e Prior Velho.